# Ingrid Jonker
Ingrid Jonker (Kimberley, 19 september 1933 – Kaapstad, 19 juli 1965) was een Zuid-Afrikaanse dichteres en schrijfster die in het Afrikaans schreef.

## Leven
Ingrid Jonker was de tweede dochter van Beatrice Cilliers en Abraham H. Jonker, een schrijver die politicus werd voor de Nasionale Party - de voorvechters van het apartheidssysteem in Zuid-Afrika. Haar vader verliet haar moeder nog voor haar geboorte; samen met haar moeder en haar zus Anna trok ze in bij haar grootouders op een boerderij nabij Kaapstad. Met haar diep gelovige grootmoeder bezocht Ingrid veel religieuze bijeenkomsten, waar ze gegrepen werd door de wonderlijke verhalen en taal van de bijbel. Op haar zesde begon ze zelf gedichten te schrijven. Na het overlijden van de grootvader zwierven de vier vrouwen door Kaapstad, zonder vast inkomen. Haar geesteszieke moeder overleed in 1943, waarop Ingrid en haar zus bij hun vader en zijn inmiddels gestichte gezin kwamen te wonen.
De meisjes werden nauwelijks geaccepteerd in hun nieuwe gezin. Ingrid kreeg geen goede band met haar vader, een gegeven dat gedurende de rest van haar leven als een schaduw over haar zou hangen. Ze zette het dichten voort en zocht op haar twaalfde contact met D.J. Opperman, een dichter en schrijver die veel invloed op haar werk zou hebben. Op school ging het goed, maar van haar vader en stiefmoeder mocht ze niet verder studeren.
In 1949 had ze een bundel gereed, Na die somer, maar ondanks interesse van uitgevers werd de bundel niet gepubliceerd. Geld verdiende ze met werk bij drukkers, uitgevers en boekwinkels. Ook volgde ze een cursus poëzie. Haar eerste publicatie werd in 1956 de bundel Ontvlugting, opgedragen aan haar vader die het werk echter afkeurde. In dat jaar huwde ze de aanzienlijk oudere schrijver Pieter Venter, met wie ze in Johannesburg ging wonen; in 1957 werd hun dochter Simone geboren. Het werd geen gelukkig huwelijk: Jonker klaagde over eenzaamheid en leed aan depressies. Ze scheidde van Venter in 1960 en ging met haar dochter terug naar Kaapstad.
Jonker behoorde tot een groep kunstenaars waaruit de beweging van de Sestigers zou ontstaan. Ze verzetten zich onder meer tegen de censuur die de regerende Nasionale Party oplegde – een beleid dat mede door Ingrids vader Abraham werd uitgevoerd. De politieke onenigheid dreef vader en dochter nog verder uiteen. De censuur werd mede ingegeven door de kritiek op de regering die losbarstte vanwege de gehate pasjeswetten en na het bloedbad in Sharpeville in 1960. Jonker had daarover het gedicht Die kind (wat doodgeskiet is deur soldate by Nyanga) geschreven. Door haar kritische houding ten opzichte van de apartheid lukte het haar jarenlang niet om een nieuwe bundel gepubliceerd te krijgen.
Psychische problemen leidden enkele malen tot opname in psychiatrische inrichtingen. Ze leed net als haar moeder aan een bipolaire stoornis. In 1961 werd ze voor het eerst opgenomen, nota bene in Valkenburg, de kliniek waar haar moeder was overleden. In die tijd had ze verhoudingen met de schrijvers André Brink en Jack Cope. Brink was getrouwd en Cope was twintig jaar ouder. Een zwangerschap leidde tot een abortus, een nieuwe aanslag op haar weinig stabiele geestelijke gezondheid.
In 1963 verscheen dan toch de bundel Rook en oker, die enthousiast werd ontvangen in progressieve kringen. Voor de bundel ontving ze in 1964 een prijs van de Afrikaanse Pers-Boekhandel. Daardoor en door een studiebeurs van de Anglo American Corporation kon ze een lang gewenste reis naar Europa maken, waarbij ze onder anderen de in Parijs wonende schrijver en dichter Breyten Breytenbach ontmoette. Na een breuk met reisgenoot Brink, die uiteindelijk voor zijn vrouw koos, stortte ze in en moest ze in Parijs worden opgenomen.
Terug in Zuid-Afrika bleef ze depressief. In de winternacht van 19 juli 1965 verliet ze blootsvoets de kliniek waar ze was opgenomen. Een politieagent zag haar en bracht haar terug, maar even later wist ze alsnog het strand van Drieankerbaai te bereiken en liep ze de zee in. Haar levenloze lichaam spoelde aan op het strand. Naar verluidt reageerde haar vader op het bericht van haar dood met de uitspraak "Wat mij betreft gooien ze haar terug in zee".

## Nalatenschap

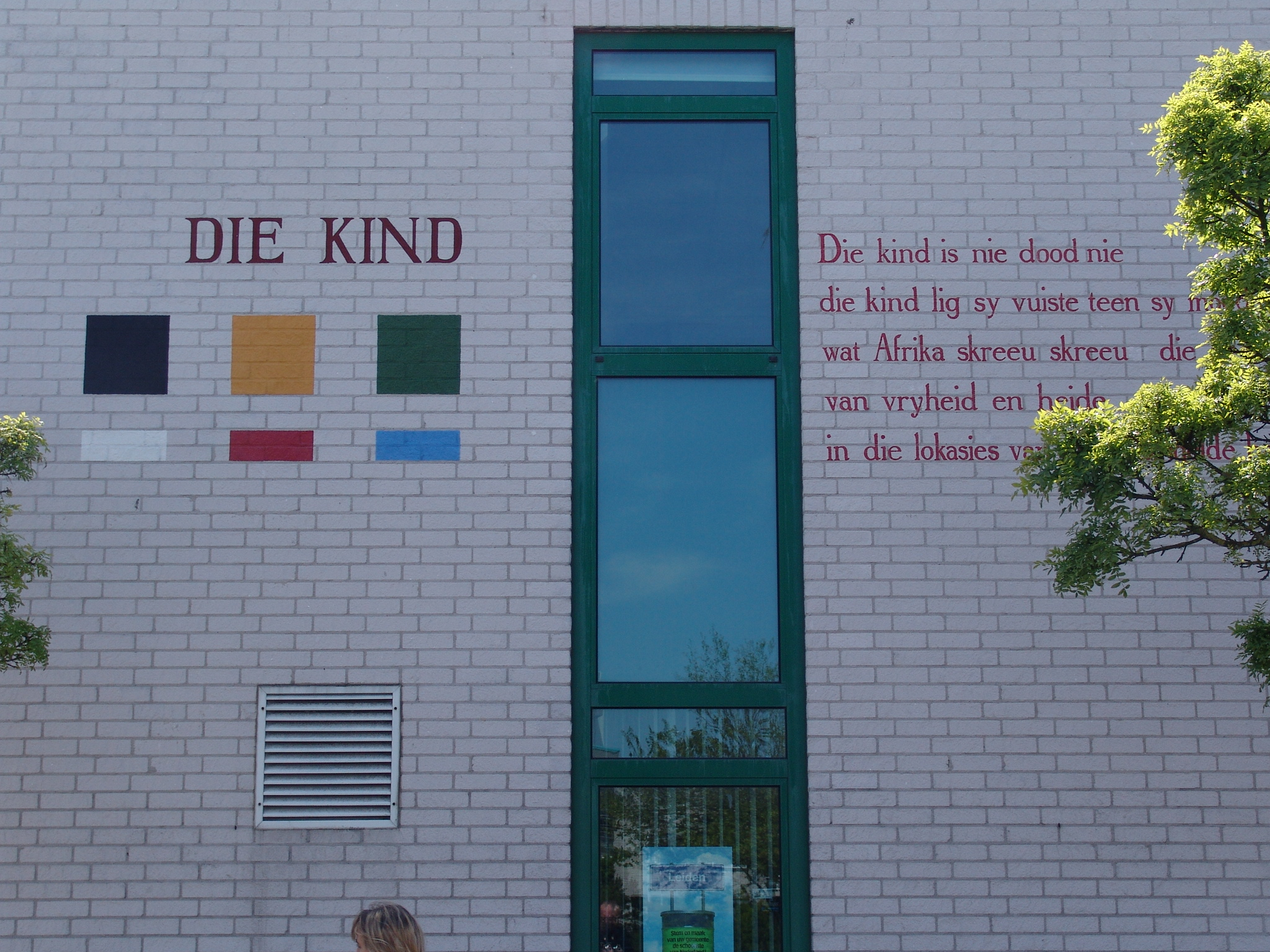
Jonkers gedicht Die kind als muurgedicht in Leiden

Na haar dood verscheen de bundel Kantelson (Ondergaande zon). Het werk van Ingrid Jonker is in veel talen vertaald, onder andere in het Nederlands (door Gerrit Komrij), het Engels en het Zoeloe.
Haar vrienden stelden in 1965 de Ingrid Jonker Prys in, jaarlijks toe te kennen aan een dichter die in het Afrikaans of het Engels debuteert. Naast poëzie schreef Jonker ook een kort toneelstuk (Seun na my hart) en enkele korte verhalen.
De aandacht voor Jonker en haar werk herleefde nadat president Nelson Mandela haar gedicht Die kind (wat doodgeskiet is deur soldate by Nyanga) voordroeg bij zijn rede tijdens de eerste zitting van het eerste democratisch gekozen Zuid-Afrikaanse parlement, in 1994. Mandela noemde haar "Afrikaner én Afrikaan".
In 2004 werd ze postuum geëerd met de zilveren Orde van Ikhamanga, de Zuid-Afrikaanse staatsprijs voor verdiensten op het gebied van kunst, cultuur, journalistiek en sport.

## Documentaire, film en biografische schets
Saskia van Schaik maakte in 2001 over het leven van Jonker de televisiedocumentaire Korreltjie niks is my dood naar een scenario van Henk van Woerden. De documentaire werd in 2002 in Montreux bekroond met een Zilveren Roos.
Vrij naar het leven van Ingrid Jonker is er een Engelstalige speelfilm geproduceerd, Black Butterflies, met Carice van Houten in de rol van Jonker en Rutger Hauer in die van haar vader.
Aan de door Gerrit Komrij samengestelde bundel Ik herhaal je (eerste druk: 2000), voegde Henk van Woerden een uitgebreide biografische schets toe.
Het libretto van de moderne opera Blank Out door Michel van der Aa is gebaseerd op het werk en leven van Ingrid Jonker.

## Publicaties

### Dichtbundels
- Ontvlugting (1956)
- Rook en oker (1963)
- Kantelson (1966)
- ’n Seun na my hart (1968)
- Versamelde werke (1975)
- Vlam in die sneeu (2015)

### Vertaling
- Moenie skrik nie – Ilse-Margret Vogel, 1964

## Voetnoot
1. ↑  https://www.youtube.com/watch?v=9zMwdBX1V_8. Gearchiveerd op 26 mei 2023.
2. ↑  De dag kent een smalle schaduw, in: Ingrid Jonker, Ik herhaal je. Gedichten en Biografie 16e druk, Amsterdam, Podium, 2013, pp 133-221
3. ↑  https://www.operaballet.nl/nl/doublebill/2015-2016/voorstelling/blank-out. Gearchiveerd op 30 september 2020.

- Bibsys: 4051022
- Bibliothèque nationale de France: cb12176983h (data)
- Digitale Bibliotheek voor de Nederlandse Letteren: jonk007
- Gemeinsame Normdatei: 122542282
- International Standard Name Identifier: 0000 0000 8103 0818
- Library of Congress Control Number: n79053799
- MusicBrainz: c427a28d-aa33-46fc-be50-042636d8d9ca
- Nationale Bibliotheek van Tsjechië: xx0005764
- Nationale Bibliotheek van Israël: 987007350551405171
- Nationale Bibliotheek van Polen: a0000001895907
- Nederlandse Thesaurus van Auteursnamen: 136426182
- SNAC: w6qp3hpj
- Système universitaire de documentation: 181504634
- Virtual International Authority File: 24643894
- WorldCat: E39PBJvhpw6CFhKx8dVXK7TmBP